# Mommark-banen
Mommark-banen var en jernbanestrækning på Als, drevet af DSB mellem Sønderborg og Mommark Færge 1933-1962.

## Historie
Mommark-banen erstattede en del af Amtsbanerne på Als. De var anlagt i 1898 som smalsporede småbaner efter Preussische Kleinbahngesetz. I den tyske tid betjente amtsbanerne hovedsagelig den lokale trafik, men efter genforeningen opstod et stort behov for at binde Sønderjylland sammen med resten af Danmark. I 1922 startede færgeruten Faaborg-Mommark med jernbanefærgen Mommark, der kunne medtage 4 godsvogne. Amtsbanen blev i 1923 forlænget fra Mommark Færgegård, hvor færgen til Ærø havde sejlet, til den nye færgehavn 600 m længere mod nord. Og i Sønderborg blev Kong Christian den X's Bro over Alssund åbnet 7. oktober 1930. I modsætning til den gamle pontonbro havde den nye bro jernbanespor, som blev sat i forbindelse med amtsbanens havnespor.
Selvom amtsbanen således fik forbindelse med omverdenen, var udvekslingen af godsvogne mellem den smalsporede amtsbane og de normalsporede fynske og jyske jernbaner besværlig. Ved havnene i Sønderborg og Mommark blev der anlagt transportørgruber, hvor en normalsporet jernbanevogn kunne trækkes op på en transportør, dvs. en smalsporet undervogn, der kunne medføres i amtsbanens tog.
Da amtsbanerne som mange andre baner begyndte at give underskud i 1920'erne pga. konkurrencen fra busser og lastbiler, besluttede man at udnytte den lovhjemmel, der allerede i den store sønderjyske jernbanelov fra 1924 var givet til at anlægge en normalsporet jernbane
mellem Sønderborg og Mommark til afløsning af amtsbanen på denne strækning. DSB påtog sig opgaven og overtog samtidig amtsbanernes rutebilkoncessioner, så amtsbanerne blev nedlagt helt 28. februar 1933. Allerede 15. juni samme år var den normalsporede Mommarkbane klar til indvielse.

## Linjeføringen
Amtsbanernes havnebane i Sønderborg blev nedlagt og erstattet af et havnespor, der umiddelbart øst for jernbanebroen gik langs havnen mod nordvest. Men 1924-loven krævede en forbindelse mellem jernbanebroen og amtsbanegården. Her valgte man den særegne løsning at lade togene køre langsomt gennem Jernbanegade, en af byens strøggader, der nu er gågade. Dermed kom de også til at passere amtsbanegården i en anden retning end amtsbanetogene, der havde fulgt banegårdens retning fra SSV mod NNØ, kørt under Rebslagergade og taget et skarpt højresving mod øst. Mommarkbane-togene kørte syd om amtsbanegården, tog en østlig og nordøstlig retning og fulgte nordvestsiden af den nuværende Sundsmarkvej indtil de efter 2-300 m stødte til amtsbanetracéet.
Amtsbanen gik nord om Vollerup, fordi Nordborg-linjen grenede fra her. Til Mommarkbanen valgte man at anlægge et godt 3 km langt nyt tracé syd om Vollerup, hvorved man undgik bakkedraget Bavnebjerg. Ligeledes gik amtsbanen nord om Over Tandslet, men Mommarkbanen kom syd om på 3½ km nyt tracé, så man undgik bakkerne nord for byen. Begge disse omlægninger gav altså Mommarkbanen en bedre højdeprofil med lavere stigninger end amtsbanen havde haft.
Disse forlægninger af sporet krævede nye stationer i Vollerup og Over-Tandslet. Der blev også bygget ny station i Spang, selv om der her ikke var de store sporforlægninger. De 3 nye stationer var lave rødstenslænger, forbløffende beskedne i forhold til tidligere statsbanestationer, fx også Klosterbanens bare 5 år tidligere. Hvor amtsbanens tracé blev anvendt, beholdt DSB de gamle amtsbanestationer og bevarede samdriften mellem kro og baneekspedition, der var så karakteristisk for de tyske småbaner.

## Strækningsdata
- Åbnet: 15. juni 1933
- Længde: 19,9 km
- Sporvidde: 1.435 mm
- Skinnevægt: 24 kg/m, senere 37 kg/m visse steder
- Maks. hastighed: i starten 45 km/t, efter få år 70 km/t – gennem Jernbanegade kun 15 km/t
- Maks. akseltryk: 12 t
- Nedlagt: 27. maj 1962

## Standsningssteder
- Sønderborg H (Sdb) i km 0,0 på Sundeved-siden – forbindelse med Tinglev-Sønderborg banen.
- Sønderborg By (Sbb) station i km 1,0. Den gamle hovedstation for Amtsbanerne.
- Sundsmark (Smt) trinbræt i km 3,2. Nedlagt midt i 1950'erne.
- Spang (Spg) station i km 4,0. Stationsbygning opført 1933 af bygmester Frost, Kær.
- Vollerup (Vop) station i km 5,5 med krydsningsspor. Stationsbygning opført 1933 af bygmester Gloy, Lysabild.
- Kirke-Hørup (Ki) station i km 8,6. Fra 1961 trinbræt med sidespor.
- Majbøl (Mab) trinbræt i km 10,3.
- Over-Tandslet (Ovt) station i km 13,0. Stationsbygning opført 1933 af bygmester Vierak, Guderup.
- Neder-Tandslet (Nt) station i km 14,4.
- Lille-Mommark (Llm) station i km 15,7 med krydsningsspor. Fra 1961 trinbræt med sidespor.
- Sarup (Sat) trinbræt i km 17,5.
- Mommark Færgegård trinbræt i km 19,3. Enkelte tog kunne standse her.
- Mommark Færge (Mm) station i km 19,9 – færgeforbindelse med Faaborg på Fyn.

### Bevarede stationsbygninger
- Spang: Spang 4
- Vollerup: Pytgade 10
- Over-Tandslet:Lebølvej 5

Se også stationskroerne Kirke-Hørup og Neder-Tandslet i Amtsbanerne på Als.

## Materiel
Det meste af tiden blev togene fremført af dieseldrevne motortog af type Litra MP, som i begrænset omfang kunne medtage godsvogne til færgen. Dog blev damplokomotivet J14, 3 CXP-vogne og en postvogn indsat under 2. verdenskrig, ofte med et par godsvogne til færgen i Mommark eller stationerne undervejs. Da der ikke var drejeskive i Mommark, måtte damplokomotivet køre med tenderen forrest fra Mommark til Sønderborg, og da maskinens lille førerhus var åbent bagtil, var tenderen lige bag førerhuset blevet forsynet med et "læskur" af træ.

## Nedlæggelsen
Mommark-banen blev nedlagt 27. maj 1962, samme dag som Nyborg-Ringe-Faaborg Banen i den anden ende af færgeruten. Faaborg-Mommark overfarten fortsatte nogle år som ren bilfærge. Den gamle jernbanefærge Mommark blev 12. juni 1964 afløst af M/F Fynshav, og i 1967 blev ruten nedlagt og erstattet af den kortere rute Bøjden-Fynshav.
Strækningen fra Sønderborg Station over Kong Christian den X's Bro og sidesporet til havnen blev benyttet som godsbane frem til 1998. I forbindelse med byggeriet af Alsion blev sporet fjernet på Sundeved-siden, og i 2010-11 blev rampen på Alssiden fjernet.

## Strækninger hvor banetracéet er bevaret
4½ km af banens tracé er bevaret og tilgængeligt, især i Sønderborg.
- Jernbanegade i Sønderborg
- Hilmar Finsens Gade-Goethesgade
- Langs Sundsmarkvej i Sønderborg
- Fra Grundtvigs Alle til Spang
- Langs Spang Vade
- Ved Egelykke i Vollerup
- Vest for Tandsgårdvej i Tandslet
- Nordøst for Sarupvej
- Banedæmning mellem færgegård og havn i Mommark